# 선세강
선세강(宣世綱, 1577년 ~ 1637년)은 조선의 무신이다.

## 생애
보성선씨 시조 선윤지의 9세손이다. 자는 사거이며, 호는 매곡이다.
선조 10년(1577년)에 진사 선봉장의 아들로 전라도 장흥에서 태어났다. 시조 선윤지는 고려말 호남안렴사로 보성지방에 침입한 왜구를 소탕하고 보성에 은거하여 성관을 보성으로 하였다.
27세가 되던 선조 36년(1603년)에 무과에 급제하였고, 광해군 10년(1618년)에 평안도 벽단진첨사를 제수받았다. 그 후 경기감영의 중군으로 임명받았고, 영평산성을 구축할 때의 공을 인정받아 표창을 받았다. 그 후 당상관이 된 후, 홍주영장을 거쳐 안동영장을 역임하였다.
안동영장이었던 그는 병자호란(1636년) 때 경상좌도병마절도사 허완(許完)과 함께 경기도 광주군 쌍령(雙嶺)에서 우세한 적과 접전하여 많은 적을 죽였으나 끝내 패전, 전투중 전사하였다. 그 후 인조대왕이 그 의리와 충절을 가상히 여겨 자헌대부병조참판에 추증되었다.
전라남도 장흥의 포충사(褒忠祠), 보성의 오충사(五忠祠)에 제향되었다.